# Mat Osman
Mat Osman (Welwyn Garden, 9 de Outubro de 1967) é um músico inglês, baixista da banda Suede.
Osman é o editor de Londres da revista on-line Le cool e o editor do livro guia da cidade de Londres, também da Le cool, publicado em 2008.